# Enrico Fink
Enrico Fink (Firenze, 4 settembre 1969) è un musicista e scrittore italiano.

## Biografia
Figlio di Guido Fink, nipote per parte materna di Marisa Mantovani. Si è laureato in fisica nel 1994. Nel 1996 rinuncia a una borsa di studio, ottenuta per proseguire gli studi e la ricerca in astrofisica negli Stati Uniti, e intraprende una carriera centrata intorno alla musica, al teatro, alla scrittura, alla cultura ebraica e alla promozione della diversità culturale. È sposato con la scrittrice Laura Forti.
Le prime attività professionali sono state di flautista nella scena dance degli anni '90, collaborando con disc-jockey come Blade (Jestofunk) e Andrea Rucci. Come cantante, ha fatto parte dal 1995 al 1998 dell'ensemble di musica contemporanea Tacitevoci diretto dal compositore Bruno de Franceschi; dal 1994 al 2000 del coro Jubilee Shouters, diretto da Gianna Grazzini con cui collabora con musicisti del jazz italiano e internazionale e partecipa come corista al Festival di Sanremo del 1996.Ha recitato nella compagnia di Moni Ovadia nel 2000, per Tevje un Mir, e dal 2002 al 2004 per il musical Il Violinista sul tetto, unica produzione italiana autorizzata di Fiddler on the Roof, in cui interpretava Motl Kamzoyl.
Nel 1998 debutta lo spettacolo Patrilineare da lui scritto, diretto e interpretato insieme al Quartetto Lokshen (e cioè con Amit Arieli, Alessandro Francolini, Stefano Bartolini) , con repliche per vari anni Italia e negli Stati Uniti. Lo spettacolo esce sotto forma di CD per l'etichetta Materiali Sonori, per la quale Fink continua a incidere negli anni successivi. Scrive e interpreta Purimshpil! (2000, regia di Olek Mincer, anche con Monica Demuru e il Quartetto Lokshen), Yonah (2002, premiato dalla European Association for Jewish Culture), Via da Freedonia (scritto con Laura Forti), La Mamma l'Angelo e la Ciambella (2010), uscito anche come CD live, e rappresentato in Canada con il titolo “The Aroma of Things Good”, Le Tre Notti del '43 (2019). Nel 2003 riceve dal Premio Riccione il premio “Marisa Fabbri” per il linguaggio teatrale, per il suo testo Le Ombre.
Si è dedicato alla rivisitazione in chiave contemporanea e jazzistica del repertorio ebraico italiano, collaborando con musicisti come Gabriele Coen, Zeno de Rossi, Alfonso Santimone, Francesco Bigoni, Marcella Carboni e in ambito internazionale con Frank London e David Krakauer. Parte di questo materiale è su CD, in “Il Ritorno Alla Fede del Cantante di Jazz” del 2005 e nel live del 2010 “La Mamma, l'Angelo e la Ciambella”, dedicato a una storia ebraica ferrarese. Dal lungo sodalizio musicale con Arlo Bigazzi è nato il CD “Fuori Dal Pozzo” del 2014 che esplora invece interazioni fra la musica tradizionale, il rock e la canzone d'autore. “Occident Express”, registrato con i solisti dell'Orchestra Multietnica di Arezzo, contiene una serie di nuove composizioni, prevalentemente strumentali, create attorno alla sua colonna sonora per l'omonimo spettacolo, che racconta attraverso l'interazione di strumenti tradizionali, moderni e live electronics, il viaggio di una profuga irachena dal suo villaggio natale alla Svezia, nel 2015.
Dal 2003 collabora stabilmente con l’ensemble di musica antica “Lucidarium”, con cui si esibisce regolarmente in Europa e negli USA, e con cui ha registrato in Francia, il CD “La Istoria de Purim” per l’etichetta K617 (l'ultima tournée americana, la sesta, è stata nel 2019).
Dirige dalla sua fondazione nel 2007 l'Orchestra Multietnica di Arezzo, scrivendone gli arrangiamenti. In questa veste ha avuto occasione di collaborare e scrivere arrangiamenti per molti artisti della scena musicale nazionale come Raiz, Cisco, Shel Shapiro, Moni Ovadia, Dario Brunori, Dente, Lo Stato Sociale, Paolo Benvegnù, Ginevra Di Marco, Bandabardò.
Dal 2010 inizia una collaborazione con lo scrittore Stefano Massini per il quale scrive colonne sonore (e interpreta in scena) “I capitoli del Crollo” (prima produzione di Lehman Trilogy) , “Balkanburger” , con Luisa Cattaneo spettacolo con cui è in tournée dal 2011 al 2014; “Credoinsunsolodio” con l'Orchestra Multietnica di Arezzo e Amanda Sandrelli, “African Requiem” con Isabella Ragonese e Luisa Cattaneo; “Occident Express” con l'Orchestra Multietnica di Arezzo e Ottavia Piccolo, spettacolo in tournée dal 2017 al 2019 (ivi compresa una serie di rappresentazioni a Buenos Aires).
L'interesse per la musica delle tradizioni liturgiche ebraiche italiane lo ha portato a valicare spesso i confini fra performance e ricerca, con frequenti incursioni nel mondo accademico. È stato curatore per il Primo Levi Center di New York del progetto “Italian Chazanut Round Table” dedicato a Erna Finci Viterbi. È stato Polonsky Visiting Fellow presso l'Oxford Centre for Hebrew and Jewish Studies (Università di Oxford, UK) nell'anno accademico 2019/20 nell'ambito dell'Oxford Seminar in Advanced Jewish Studies, occupandosi di poesia liturgica ebraica in Italia fra il sedicesimo e il diciottesimo secolo, e di influenze cabalistiche nella liturgia. È stato fra i traduttori dello staff del Progetto Traduzione Talmud babilonese. Ha curato la raccolta di canti liturgici ebraici fiorentini “La casa dei canti: 100 anni di chazanut al Tempio Maggiore di Firenze” (Materiali Sonori, 2011). Nel 2021 ha fondato insieme a Piergabriele Mancuso l' Online Thesaurus of Italian Jewish Music, progetto internazionale dedicato allo studio dei repertori musicali ebraici italiani.
È stato sulla copertina della rivista inglese "Jewish Renaissance" nel luglio 2013. Nell'agosto del 2018 è stato protagonista di una polemica nei confronti della eurodeputata Alessandra Mussolini. Dal 2020 è presidente della Comunità Ebraica di Firenze , nell'ambito delle attività della quale ha ideato nel 2013 il festival "Balagàn Café" a Firenze, di cui è direttore artistico.
Nel gennaio del 2025 è uscito per Edizioni Lindau il suo primo romanzo, "Patrilineare. Una storia di fantasmi", testo che aveva ricevuto la menzione speciale del Direttivo del XXXVII Premio Italo Calvino nel 2024. 

## Discografia
- 1997 Klezmer (Cronache di viaggi) (con Orchestra Regionale della Toscana)  - Quadro Frame
- 1997 Black & Blue (con Jubilee Shouters) — Sensible Records
- 1998 La mutazione (con Tacitevoci e Naqqara ensemble) — TVE
- 2000 Lokshen — Materiali Sonori
- 2005 La Istoria de Purim (Musique et poésie des Juifs en Italie à la Renaissance) (con Ensemble Lucidarium) — K617
- 2005 Il ritorno alla Fede del Cantante di Jazz — Materiali Sonori
- 2005 Animameticcia, (con Orchestra Multietnica di Arezzo) — Max Research
- 2006 Mu-sick, (con Rucci & the Lulabenjim) — Minus Habens Records
- 2009 Quasi Live, (con Arlo Bigazzi & Orchestra Multietnica di Arezzo) — Materiali Sonori
- 2010 La Mamma, L'Angelo e la Ciambella, Materiali Sonori Associated
- 2013 Fuori dal Pozzo, (con Arlo Bigazzi) — Materiali Sonori
- 2014 Portosantagostino(con Orchestra Multietnica di Arezzo) — Materiali Sonori
- 2018 Occident Express, (con Orchestra Multietnica di Arezzo feat.Ottavia Piccolo) — Materiali Sonori
- 2019 Culture contro la paura, (con Orchestra Multietnica di Arezzo) — Materiali Sonori
- 2021 Romanò Simchà (con Santino Spinelli, Alexian Group e i solisti dell'Orchestra Multietnica di Arezzo), Compagnia Nuove Indye
- 2022 Cosa Nostra Spiegata Ai Bambini – Materiali Sonori Associated, 2022
- 2025 Matteotti. Anatomia di un fascismo - Compagnia Nuove Indye 2025

## Pubblicazioni
- Laboratory measurements of rotational transitions of Lithium Hydride in the far-infrared [coautore con Bellini, M., De Natale, P., Inguscio, M., Galli, D., Palla, F.]: 1994, Astrophysical Journal 424, 507.
- La religione di Abramo, Isacco e Giacobbe: la trasmissione dei valori fra le generazioni nel mondo ebraico in Quaderni di Monte Senario, May-August 2012
- Identity, redesigned: a new minhag for a new Temple negli atti della conferenza del 2016 “La musica sacra dell’ebraismo italiano tra emancipazione e assimilazione dalla seconda metà dell’Ottocento alla seconda guerra mondiale”, Fondazione Ugo e Olga Levi, Venezia, 2022 .
- Shirat Hayam, the song of the sea – CPL Editions, New York, 2022.
- L'occhio di Dylan, in Testimonianze n. 518-519, Firenze 2018
- Memorie Libere Indirette: leggere Bassani oggi in “Luoghi dello spirito, luoghi della scrittura: Giorgio Bassani a Ferrara, Firenze, Roma”, a cura di P. Prebys e S.U. Baldassarri, Firenze, Le Lettere 2019
- Shokhant Bassade (Tu che abiti nel campo): musiche della tradizione senese nelle registrazioni di Leo Levi, in Dentro e fuori ghetto, Vita e cultura ebraica a Siena in età moderna, a cura di Davide Mano e Ilaria Marcelli, Pubblicazione degli Archivi di Stato, 2023
- Patrilineare. Una storia di fantasmi (romanzo), ed. Lindau, 2025

## Colonne sonore
- 1998 Patrilineare[45] - spettacolo teatrale (anche con Amit Arieli Stefano Bartolini e Alessandro Francolini), Officine della cultura
- 1999 Lev - con tutti i nostri cuori - spettacolo teatrale (anche con Amit Arieli Stefano Bartolini e Alessandro Francolini)
- 2000 Purimshpil! - spettacolo teatrale, da Di Megile Lid di Itzik Manger, (anche con Manica Demuru, Amit Arieli Stefano Bartolini e Alessandro Francolini) regia di Olek Mincer - Multipromo, Officine della Cultura
- 2002 Yonah - spettacolo teatrale (anche con Arlo Bigazzi Guglielmo Ridolfo Gagliano Amit Arieli Stefano Bartolini e Alessandro Francolini), Officine della Cultura
- 2004 Un improvviso inverno: gli ebrei e le leggi razziali in Toscana - film di Massimo Becattini per Mediateca regionale toscana
- 2005 Ricordando Lise Meitner - spettacolo teatrale di Arnaldo Picchi con Arlo Bigazzi
- 2008 Nazirock - Come sdoganare la svastica e i saluti romani - film di Claudio Lazzaro, Nobu Productions
- 2009 L'Opificio delle Pietre Dure[46] - film di Massimo Becattini per Mediateca regionale toscana
- 2010 I capitoli Del Crollo - spettacolo teatrale di Stefano Massini, La Corte Ospitale (prima produzione dello spettacolo Lehman Trilogy
- 2011 Balkanburger - spettacolo teatrale di Stefano Massini, Il Teatro delle Donne
- 2011 Credoinunsolodio - spettacolo teatrale di Stefano Massini con Amanda Sandrelli e Orchestra Multietnica di Arezzo - Officine della Cultura e Teatro delle Donne
- 2012 I capitoli Del Crollo - produzione radiofonica dal testo di Stefano Massini, Rai Radio 3
- 2013 La Farfalla Risorta - spettacolo teatrale di Matteo Corradini con il Pavel Zalud Quartet (con Gabriele Coen e Riccardo Battisti)
- 2014 African Requiem - spettacolo teatrale di Stefano Massini con Isabella Ragonese e Luisa Cattaneo, Officine della Cultura e Teatro delle Donne
- 2015 Le Chiavi di Dante - film a cura di Stefano Massini per la Società Dantesca Italiana
- 2015 Tale Madre, Tale Figlia[47] - spettacolo teatrale di Laura Forti con Amanda Sandrelli e Elena Ferri, Officine della Cultura e Teatro delle Donne
- 2016 Terra Promessa e Aringhe Marinate[48] - produzione radiofonica di Claudio Laisio, testo di Laura Forti, con Amanda Sandrelli, Max Sbarsi, Massimo Loreto, Igor Horvat, Christian Poggioni, Jasmin Mattei - RSI Rete Due radio svizzera italiana
- 2017 Wiegenlied - ninnananna per l'ultima notte a Terezin,spettacolo teatrale di Matteo Corradini con strumenti originali costruiti a Terezín, Officine della Cultura
- 2017 Tua Anne - spettacolo teatrale di Matteo Corradini dedicato al Diario di Anna Frank (anche con Marcella Carboni)
- 2017 Occident Express - spettacolo teatrale a cura di E.Fink e Ottavia Piccolo con Ottavia Piccolo e l'Orchestra Multietnica di Arezzo - Teatro Stabile dell'Umbria e Officine della Cultura
- 2018 La Casa dei Viventi[49] - produzione radiofonica di Laura Forti con Marco Cortesi, Augusto di Bono, Margherita Coldesina, Massimo Loreto, Massimiliano Zampetti, Diego Gaffuri e con Lisa Mazzotti, Anna Galante, Nora Lea Rosenberg - RSI Rete Due radio svizzera italiana
- 2019 #AnnaFrank. Vite parallele[50] - film di Sabina Fedeli e Anna Migotto con Hellen Mirren - 3d Produzioni, Nexo Digital (collaborazione alla colonna sonora, in particolare con il brano originale "Mourner's Kaddish")
- 2021 Cosa Nostra Spiegata ai Bambini - spettacolo teatrale con Ottavia Piccolo e i solisti dell'Orchestra Multietnica di Arezzo, regia di Sandra Mangini, testo di Stefano Massini
- 2022 L'interpretazione dei sogni - spettacolo teatrale di e con Stefano Massini, Teatro Nazionale della Toscana, Teatro Stabile di Bolzano, Piccolo Teatro di Milano
- 2024 Matteotti. Anatomia di un fascismo - spettacolo teatrale con Ottavia Piccolo e i solisti dell'Orchestra Multietnica di Arezzo, regia di Sandra Mangini, testo di Stefano Massini